# تنگه چهارزبر
تنگه چهارزبر (به کردی: چوارزه‌وه‌ر) در ۴۴ کیلومتری غرب کرمانشاه قرار دارد. جاده ترانزیتی کرمانشاه ـ خسروی از این تنگه می‌گذرد.
تنگه چهارزبر بعد از شهر ماهیدشت به طرف اسلام‌آباد واقع شده است.

## عملیات مرصاد
عملیات مرصاد به منظور دفع عملیات فروغ جاویدان از سوی سازمان مجاهدین خلق ایران در پایان جنگ ایران و عراق و پذیرش قطعنامه ۵۹۸ بود که از سوم تا هفتم مرداد ۱۳۶۷ در این تنگه درگرفت. در این تنگه، بنایی به یادبود عملیات مرصاد احداث گردیده است. همچنین پس از این عملیات، جمهوری اسلامی ایران نام این تنگه را به تنگۀ مرصاد تغییر داده‌است.